# Пальчиківка
Пальчиківка (до 2016 — Кірове) — село в Україні, у Полтавській міській громаді Полтавського району Полтавської області. Населення становить 681 осіб. До 2020 орган місцевого самоврядування — Пальчиківська сільська рада.

## Географія
Село Пальчиківка знаходиться за 4 км від лівого берега річки Вільхова Говтва та від правого берега річки Полузір'я, за 0,5 км від села Уманцівка та за 1 км від сіл Гутирівка і Келебердівка. Через село проходить залізниця, станція Уманцівка за 0,5 км.

## Історія
12 червня 2020 року, відповідно до розпорядження Кабінету Міністрів України № 721-р «Про визначення адміністративних центрів та затвердження територій територіальних громад Полтавської області», село увійшло до складу Полтавської міської громади.
19 липня 2020 року, в ході адміністративно-територіальної реформи та ліквідації Полтавського району (1925—2020), село увійшло до складу новоутвореного Полтавського району.

## Економіка
- Молочно-товарна ферма.
- ТОВ «Злагода».

## Об'єкти соціальної сфери
- Школа.
- Будинок культури.